# 省直辖县级行政区
省直辖县级行政区是指行政事务直接受省、自治区政府直接领导和管辖的县级行政区。
中国的行政区域基本上划分为三级，即省、县、乡。中华人民共和国宪法规定县级行政单位是中国地方二级行政区域，是地方政权的基础。县级行政单位包括县、自治县、旗、自治旗、特区、工农区、林区等。
1982年，中共中央发出了《关于改革地区体制，实行市管县的通知》。1983年2月，中央又发出《关于地市州党政机关机构改革若干问题的通知》，“市管县”体制开始在全国范围内推行，就是在省、县之间增加一级政区（地级行政区），实行四级制。这就使中国现行行政区划和地方行政建制层次形成了三级和四级并存的体制。
现时的行政区划中，除4个直辖市外，普遍省区的县级行政区由地级行政区管辖和领导，县级行政区实际属于地方三级行政区域。目前，不计入直辖市，只有河南省、湖北省、海南省和新疆维吾尔自治区设有由省或自治区政府直接管辖和领导的县级行政区。截至2019年，全国共有30个省直辖县级行政区。

## 历史沿革

### 河南省
1996年12月，中共河南省委、省政府发布《关于对济源市实行直管体制的实施方案》，从1997年1月1日起，济源市完全脫离焦作市，改由省直辖。

### 湖北省
- 1983年8月，国务院下发《关于同意湖北省地市行政体制改革方案的批复》，原属郧阳地区的神农架林区改由湖北省直接领导[4]。
- 1994年9月，国务院下发《关于同意湖北省荆州地区、沙市市合并设立荆沙市的批复》，原荆州地区的仙桃市、潜江市、天门市由湖北省直辖[5]。

目前，湖北省直辖4个县级行政区。

### 海南省
- 1988年4月13日，第七届全国人民代表大会第一次会议通过了《关于设立海南省的决定》和《关于建立海南经济特区的决议》，海南省管辖通什市（今五指山市）、琼山县（后改琼山市）、琼海县（今琼海市）、文昌县（今文昌市）、万宁县（今万宁市）、屯昌县、定安县、澄迈县、临高县、儋县（今儋州市）、保亭黎族苗族自治县、琼中黎族苗族自治县、白沙黎族自治县、陵水黎族自治县、昌江黎族自治县、乐东黎族自治县、东方黎族自治县（今东方市）17个县级行政区[6]。
- 2002年10月，国务院下发《关于同意海南省调整海口市行政区划的批复》，同意撤销琼山市，并入海口市[7]。2003年改为琼山区。
- 2015年2月19日，国务院下发《关于同意海南省调整儋州市行政区划的批复》，同意撤销县级儋州市，设立地级儋州市[8]。

目前，海南省直辖15个县级行政区。

### 新疆维吾尔自治区
- 1984年9月，中共自治区党委下发《关于石河子体制、机构和编制问题的通知》，明确石河子市为自治区直辖县级市，新疆兵团农八师和石河子市实行一个中共党委领导，师市合一的管理体制[9]。
- 2002年9月，国务院分別下发《关于同意新疆维吾尔自治区设立县级阿拉尔市的批复》[10]、《关于同意新疆维吾尔自治区设立县级图木舒克市的批复》[11]及《关于同意新疆维吾尔自治区设立县级五家渠市的批复》[12]，同意设立县级阿拉尔市、图木舒克市、五家渠市，三市由新疆维吾尔自治区直辖。阿拉尔市、图木舒克市、五家渠市分別与新疆兵团农一师、农三师和农六师实行师市合一的管理体制。
- 2011年12月，国务院下发《关于同意新疆维吾尔自治区设立县级北屯市的批复》，同意设立县级北屯市，由新疆维吾尔自治区直辖。北屯市与新疆兵团农十师实行师市合一的管理体制[13]。
- 2012年12月，国务院下发《关于同意新疆维吾尔自治区设立县级铁门关市的批复》，同意设立县级铁门关市，由新疆维吾尔自治区直辖。铁门关市与新疆兵团农二师实行师市合一的管理体制[14]。
- 2014年2月，国务院下发《关于同意新疆维吾尔自治区设立县级双河市的批复》，同意设立县级双河市，由新疆维吾尔自治区直辖。双河市与新疆兵团农五师实行师市合一的管理体制[15]。
- 2015年3月，国务院下发《关于同意新疆维吾尔自治区设立县级可克达拉市的批复》，同意设立县级可克达拉市，由新疆维吾尔自治区直辖。可克达拉市与新疆兵团农四师实行师市合一的管理体制[16]。
- 2016年1月，国务院下发《关于同意新疆维吾尔自治区设立县级昆玉市的批复》，同意设立县级昆玉市，由新疆维吾尔自治区直辖。昆玉市与新疆兵团农十四师实行师市合一的管理体制[17]。
- 2019年12月，国务院下发《关于同意新疆维吾尔自治区设立县级胡杨河市的批复》，同意设立县级胡杨河市，由新疆维吾尔自治区直辖[18]。
- 2021年2月，国务院下发《关于同意新疆维吾尔自治区设立县级新星市的批复》，同意设立县级新星市，由新疆维吾尔自治区直辖。
- 2023年1月，国务院下发《关于同意新疆维吾尔自治区设立县级白杨市的批复》，同意设立县级白杨市，由新疆维吾尔自治区直辖。

目前，新疆维吾尔自治区名义上直辖12个县级市。

### 未实际管辖的臺湾省
尽管中华人民共和国未实际管轄臺灣地區，但仍在臺灣省行政区划地图中，将臺灣地區行政区划的行政级别分别对应到中华人民共和国现行区划级别制度，划分为9市（其中臺北、新北、桃园、臺中、臺南和高雄6市标为地级行政区，基隆、新竹和嘉义3市标记为县级行政区）与11县（亦即台湾省下辖14个县级行政区），省会标注为臺北市。

## 现行省直辖县级行政区
- 河南省：济源市
- 湖北省：仙桃市、潜江市、天门市、神农架林区
- 海南省：五指山市、琼海市、文昌市、万宁市、东方市、屯昌县、定安县、澄迈县、临高县、保亭黎族苗族自治县、琼中黎族苗族自治县、白沙黎族自治县、陵水黎族自治县、昌江黎族自治县、乐东黎族自治县
- 新疆维吾尔自治区：石河子市、阿拉尔市、图木舒克市、五家渠市、北屯市、铁门关市、双河市、可克达拉市、昆玉市、胡杨河市、新星市、白杨市（皆實行「师市合一」制度，由新疆生产建设兵团直管）